# U.S. Route 21
U.S. Route 21 (ou U.S. Highway 21) é uma autoestrada dos Estados Unidos.
Faz a ligação do Sul para o Norte. A U.S. Route 21 foi construída em 1926 e tem 395 milhas (636 km).

## Principais ligações
Autoestrada 26 /  Autoestrada 20 perto de Columbia

 Autoestrada 85 em Charlotte